# Más que un hombre
Más que un hombre es una película argentina histórica y de comedia dramática de 2007 dirigida por Dady Brieva y Gerardo Vallina y protagonizada por Dady Brieva, Luis Ziembrowski, Juan Acosta, Esteban Mellino, Ricardo Galli, Julián Krakov y Norma Argentina. La película es el debut cinematográfico en dirección de Brieva, quien además coescribió el guion y el cuento en el que está basado el argumento.
La historia, que sucede durante la última dictadura cívico-militar argentina (1976-1983), se centra en un guerrillero que escapa de la represión y el terrorismo de Estado vigente y es protegido por un dúo de amigos homosexuales que lo ocultan en su barrio, donde deberá hacerse pasar por la pareja de uno de ellos para poder sobrevivir.
El título original del film iba a ser primero Pedile a San Antonio (en referencia a la canción "Los domingos" de Sergio Denis y el famoso verso de la misma: «Pedile a San Antonio que te mande un novio»); luego se decidió que fuera —en consonancia con el título original del cuento en el que se basa el film— Putos eran los de antes, pero poco antes del estreno el mismo se cambió finalmente por Más que un hombre. Fue estrenada el 4 de octubre de 2007.

## Sinopsis
Durante la última dictadura cívico-militar argentina Telmo, un modisto homosexual, vive en calma y armonía con su madre, quien está enferma de alzheimer. Una noche un joven guerrillero llega hasta su puerta de casualidad, mientras es perseguido por uno de los escuadrones de la muerte de la dictadura. Telmo decide ayudar al joven y lo esconde en su casa. Junto a Norberto, el mejor amigo de Telmo —quien también es homosexual—, los tres traman una mentira para que el joven perseguido sobreviva, haciéndose pasar por el nuevo novio de Norberto.

## Reparto
- Dady Brieva ... Norberto
- Luis Ziembrowski ... Telmo
- Ricardo Galli ... Coronel Zavaleta
- Julián Krakov ... Olaf
- Mabel Manzotti ... Doña Dominga
- Raquel Albéniz ... Doña Zabaleta
- Violeta Naón ... Mónica
- Carla Pantanali Sandrini ... Mercedes
- Esteban Mellino ... Rengo
- Matías Cutro ... Tito Anderle
- Hernán Romero ... Luis Anderle
- Juan Acosta ... Ángel
- Natalia Malmoria ... Lucia Peralta
- Norma Argentina ... Doña Sara
- Guillermo Cerezo ... Juan militar

## Producción
La película fue rodada íntegramente en la provincia de San Luis.